# 科雷塞斯
科雷塞斯，是西班牙卡斯蒂利亚-莱昂萨莫拉省的一个市镇。 总面积43平方公里，总人口1224人（2001年），人口密度28人/平方公里。